# Big Rigs: Over the Road Racing
Big Rigs: Over the Road Racing là một trò chơi điện tử đua xe năm 2003 do Stellar Stone phát triển và GameMill Publishing phát hành. Người chơi sẽ điều khiển một chiếc xe moóc kéo (hay "xe đầu kéo lớn") chạy đua với một đối thủ đang đứng yên qua các điểm tạm dừng trên những tuyến đường tránh dành cho xe tải tại Hoa Kỳ. Stellar Stone, một công ty có trụ sở tại California, đã ủy nhiệm việc phát triển trò chơi cho một công ty tại Ukraina và sau đó phát hành nó vào ngày 20 tháng 11 năm 2003. Do có vô số lỗi và sự nghèo nàn trong lối chơi, Big Rigs đã bị chỉ trích thậm tệ, trở thành trò chơi có số điểm đánh giá thấp nhất trên các trang web tổng hợp đánh giá Metacritic và GameRankings, cũng như thường xuyên được các ấn phẩm trò chơi coi là một trong những trò chơi điện tử tệ nhất mọi thời đại. Trò chơi ngoài ra còn thu hút một lượng lớn người hâm mộ trung thành kể từ khi phát hành.

## Lối chơi

Chiếc xe đầu kéo lớn đang leo một đoạn núi dốc.

Big Rigs: Over the Road Racing là một trò chơi điện tử đua xe. Mặc dù phần bao bì ngoài trò chơi ghi rõ mục tiêu của nó là chạy đua trên các tuyến đường tránh cho xe tải tại Hoa Kỳ để trở thành người giao hàng đến đích đầu tiên và tránh sự truy đuổi từ cảnh sát, trong trò chơi không hề có sự xuất hiện của một cảnh sát nào. Người chơi có thể chọn một trong bốn chiếc xe tải có moóc kéo (hay "xe đầu kéo lớn", tức "big rigs") và năm bản đồ khác nhau, tuy vậy việc chọn bản đồ thứ tư sẽ khiến trò chơi gặp sự cố. Sau khi chọn xong, người chơi bắt đầu điều khiển xe tải qua các điểm tạm dừng bằng phím mũi tên. Nếu di chuyển xe theo hướng ngược lại, xe sẽ tăng tốc liên tục, trong khi việc thả nút lùi khiến xe đột ngột dừng lại.

Không có giới hạn về thời gian để hoàn thành một cuộc đua, và đối thủ trong trò chơi cũng không di chuyển. Do thiếu khả năng phát hiện va chạm nên xe tải của người chơi có thể đi xuyên qua đối thủ và tất cả các vật thể xuất hiện trong bản đồ. Xe cũng có thể dễ dàng vượt qua các đoạn đường địa hình hiểm trở bất chấp lực bám đường; việc di chuyển xe lên xuống các ngọn đồi không gây ảnh hưởng đến tốc độ của xe tải và có thể di chuyển ở khoảng trống bên ngoài bản đồ trò chơi. Sau khi hoàn thành chặng đua, màn hình sẽ hiện ra một chiếc cúp đi kèm với dòng chữ có lỗi ngữ pháp "You're winner !" [nguyên văn].

## Phát triển và phát hành
Big Rigs: Over the Road Racing do Stellar Stone phát triển, đây là một công ty thành lập vào cuối năm 2000 và có trụ sở tại Santa Monica, California, chuyên thuê gia công phát triển trò chơi từ các nước Đông Âu như Nga. Sergey Titov, giám đốc điều hành của TS Group Entertainment, đã cấp phép việc sử dụng phần mềm làm game của mình cho Stellar Stone để "sở hữu phần lớn công ty". Theo Titov, Big Rigs được phát triển bởi một nhóm lập trình ở Ukraina. Mặc dù ông được ghi nhận là nhà sản xuất và đồng lập trình của trò chơi, Titov tuyên bố bản thân không đóng góp gì đáng kể cũng như có bất kỳ quyền hạn gì trong quá trình phát triển và phát hành trò chơi. Ông cho biết GameMill Publishing ban đầu chỉ muốn phát hành một mã lưu kho trò chơi đua xe, nhưng sau đó đã quyết định tách nó ra làm hai — Big Rigs và Midnight Race Club — trong khi Big Rigs được cho là mới ở giai đoạn tiền alpha.
Trò chơi phát hành vào ngày 20 tháng 11 năm 2003 trên Microsoft Windows và phân phối độc quyền thông qua các cửa hàng của Walmart. Titov đã đề nghị thay thế trò chơi bằng một trò chơi khác từ danh mục Activision Value nếu người mua gửi bản sao trò chơi, biên lai hóa đơn và thẻ đăng ký của họ; sau đó hai mươi trong số những người mua trò chơi đã thực sự làm theo như vậy.

## Tiếp nhận

Chiếc cúp được trao cho người chơi sau khi hoàn thành chặng đua.

Trên trang web tổng hợp kết quả đánh giá Metacritic, Big Rigs: Over the Road Racing có số điểm trung bình là 8 trên 100, dựa trên năm đánh giá của các nhà phê bình, mức thấp nhất từ trước đến nay. Big Rigs cũng được xếp hạng là trò chơi tệ nhất mọi thời đại trên GameRankings. Trò chơi bị coi là một trong những tựa game dở nhất mọi thời đại lần lượt bởi GameSpot (2004), Kotaku (2012 và 2015), Computer and Video Games (2013), Hardcore Gamer (2014), GamesRadar+ (2017) và PC Gamer (2019). Steve Haske của GameZone gọi đây là trò chơi đua xe "kinh khủng nhất" năm 2011. Trong chuyên mục "Games You Should Never Buy" của chương trình truyền hình X-Play phát sóng tháng 3 năm 2004, người đồng dẫn chương trình Morgan Webb đã mô tả Big Rigs là "trò chơi tệ nhất từng được tạo ra" và từ chối chấm điểm vì hệ thống xếp hạng của chương trình không tính điểm 0. Trung tâm Trò chơi NYU đã trưng bày game như là một phần của buổi triển lãm Bad Is Beautiful: An Exhibition Exploring Fascinatingly Bad Games at the NYU Game Center vào tháng 4 năm 2012.
Tháng 1 năm 2004, trong một bài đánh giá cho GameSpot, Alex Navarro đã chỉ trích trò chơi thậm tệ, nói rằng Big Rigs có quá nhiều lỗi, cộng thêm sự nghèo nàn về lối chơi và khó khăn trong việc điều khiển xe tải. Ông còn gắn nhãn cho nó là "một trong những PC game có vẻ ngoài tệ nhất từng được phát hành trong nhiều năm" và "phần lớn bị hư hỏng, cũng như chưa được hoàn thiện gần như về mọi mặt", tuyên bố rằng Big Rigs "tệ như cách mà tâm trí bạn hiểu nó". Navarro đã đánh giá trò chơi với số điểm 1 trên 10, thấp nhất khi đó tại trang web, nhận xét rằng Big Rigs: Over the Road Racing chỉ nhận được 1 trên 10 vì đây là số điểm thấp nhất có thể cho trên GameSpot, đồng thời đề xuất việc điểm 0 trên 10 dành riêng cho trò chơi. Đây cũng là game duy nhất sở hữu điểm số này trên GameSpot cho đến khi Ride to Hell: Retribution phát hành năm 2013. Trong một giải thưởng tổng kết cuối năm 2004 của trang web, Big Rigs được vinh danh là "Trò chơi dở tệ nhất", các biên tập viên đã cho biết họ sử dụng chiếc cúp chiến thắng của trò chơi làm đại diện cho giải thưởng.
Năm 2014, Alex Carlson của Hardcore Gamer chỉ ra rằng do thiếu tính thử thách, thiếu động lực để chơi, hay việc không thể thua cuộc khiến Big Rigs khó có thể được coi như là một trò chơi thực thụ. Theo Steven Strom của Ars Technica, "Big Rigs không chỉ là một thất bại trong lập trình game (do có nhiều lỗi và sự cố). Đó còn là một thất bại của sáng tạo". Garamoth của Hardcore Gaming 101 thì phân vân giữa việc gọi Big Rigs là trò chơi "vui nhộn một cách dở tệ hay chỉ dở tệ một cách đáng xấu hổ".

## Di sản
Kể từ khi phát hành, Big Rigs: Over the Road Racing đã nhanh chóng thu hút một lượng lớn người hâm mộ trung thành, với việc trang web yourewinner.com được thành lập như một fansite chuyên dụng. Viết cho Kotaku vào năm 2012, Jason Schreier nhận định rằng đoạn video hài hước kèm theo bài đánh giá của Navarro về Big Rigs là yếu tố góp phần làm "bất tử hóa" trò chơi. David Houghton của GamesRadar+ cho rằng trò chơi phổ biến nhờ vào sự thiếu sót của chính nó, ông nói rằng, nếu không thì "Big Rigs sẽ chỉ đơn giản là một cuộc đua xe tẻ nhạt, đã bị lãng quên từ lâu, chứ không phải là lễ hội vui nhộn như nó đang tồn tại". Navarro đã thực hiện một màn chơi speedrun tại sự kiện từ thiện Awesome Games Done Quick vào tháng 1 năm 2015. Titov tiếp tục làm việc cho Riot Games với trò chơi Liên minh Huyền thoại trước khi phát hành The War Z vào tháng 12 năm 2012. Tháng 9 năm 2008, Titov nói ông vẫn sở hữu mã nguồn của cả Big Rigs và Eternity, nhưng không thể phát hành vì nó vẫn thuộc sở hữu của Stellar Stone và GameMill.